# Gottfried Schindler (Architekt, 1904)

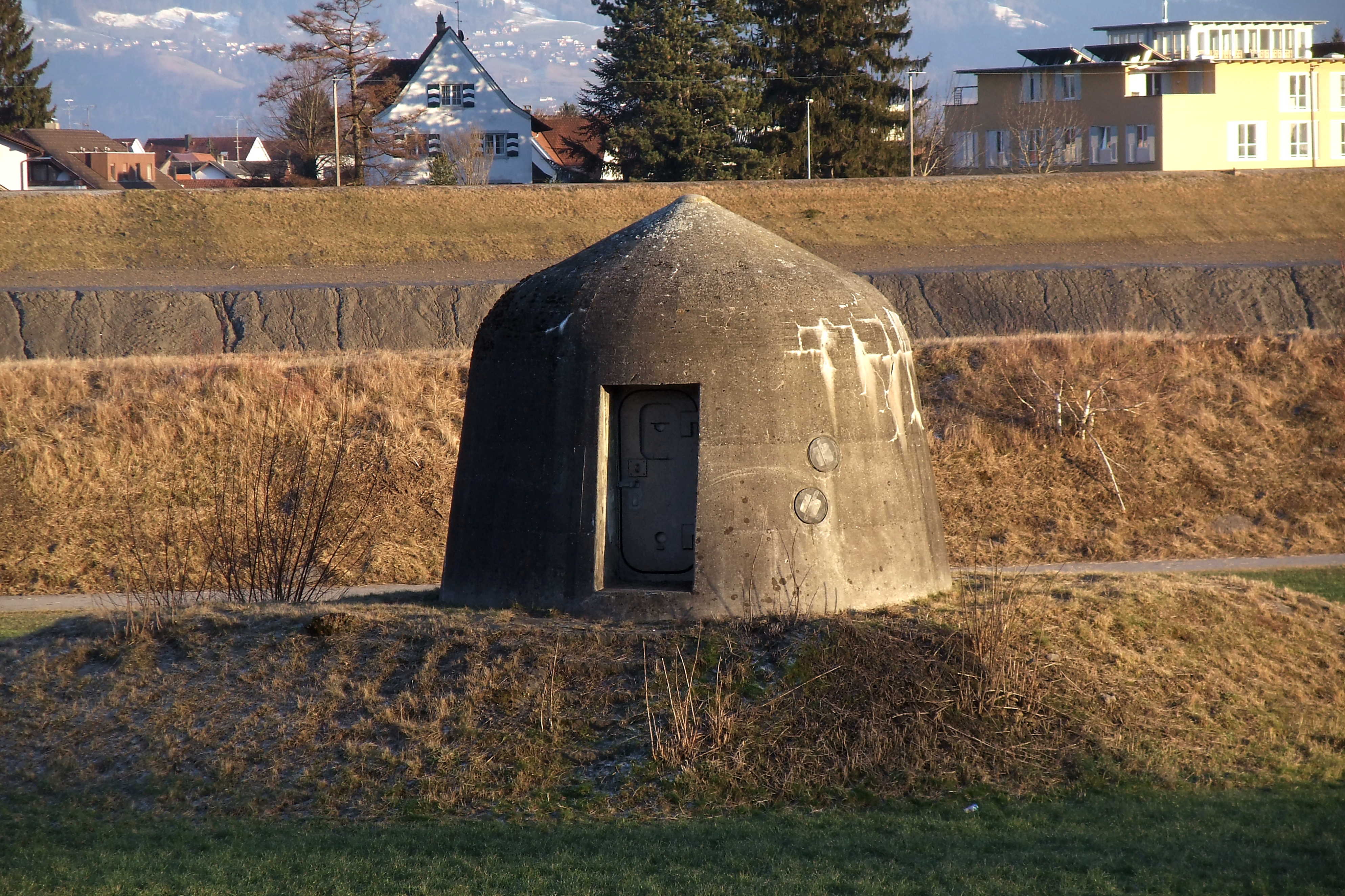
Schindlerbunker in Au SG

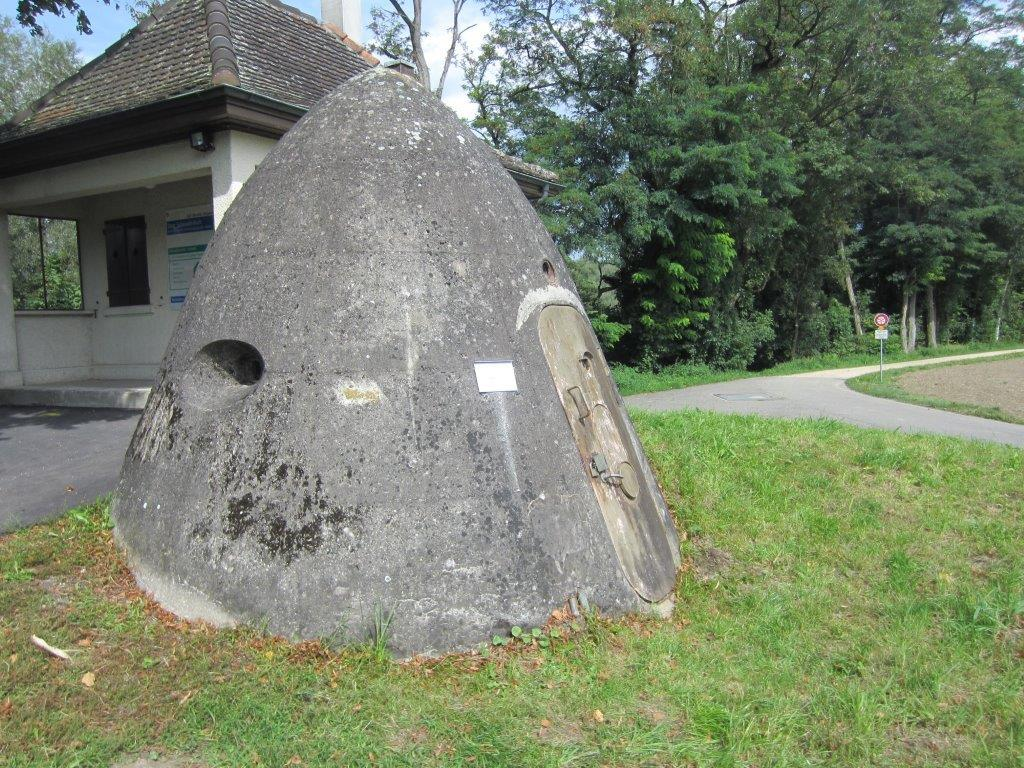
Schindlerbunker in Schwaderloch

Gottfried Schindler (* 28. Juni 1904; † 1990) war ein Schweizer Architekt.

## Leben
Von 1923 bis 1928 absolvierte er ein Architekturstudium an der ETH Zürich. 1935 gründete er an der Bärengasse in Zürich ein Architekturbüro, das sich vor allem mit Schutzraumbauten befasste und auch den Schutzraum des Bundeshauses plante. Er hielt Schweizer und deutsche Patente für volltreffersichere Kleinbunker.
Zusammen mit dem Bauunternehmer Ernst Göhner entwickelte er nach dem Zweiten Weltkrieg das als «Göhner-Schindler» bezeichnete Elementbausystem, bei dem Bauteile vorfabriziert und auf der Baustelle zusammengesetzt wurden.
1963 gründete er mit Alex Haerter ein auf Ventilationssysteme spezialisiertes Ingenieurbüro. Es war beteiligt am Design und dem Bau von Ventilationssystemen für mehrere Tunnel in Deutschland und der Schweiz, u. a. den Gotthardtunnel.  
In der Schweizer Armee erreichte Gottfried Schindler den Dienstgrad eines Obersten.